# Margherita Hack - La stella infinita
Margherita Hack - La stella infinita è la trascrizione dell'ultima videointervista rilasciata dall'astrofisica Margherita Hack il 15 giugno 2013, due settimane prima della morte, a Cinzia Lacalamita e Igor Damilano. Si tratta della loro prima collaborazione editoriale, poi proseguita con altre opere.
Dall'intervista emergono lo spessore umano e la personalità schietta e positiva della scienziata toscana naturalizzata triestina, che Cinzia Lacalamita aveva conosciuto in occasione della stesura di un saggio sulla violenza contro le donne (L'Uomo nero esiste).
Il libro, pubblicato nell'agosto 2013, è stato presentato al Festivaletteratura di Mantova.

## Edizioni
- Cinzia Lacalamita, Igor Damilano, Margherita Hack - La stella infinita, Aliberti editore, I ed. luglio 2013, ISBN 978-8866261292